# Belve su Berlino
Belve su Berlino (Hitler, Beast of Berlin) è un film del 1939 diretto da Sherman Scott, alias di Sam Newfield. La pellicola, di genere drammatico, aveva come interpreti Roland Drew, Steffi Duna, Greta Granstedt e presentava un giovanissimo Alan Ladd alle prime armi. Shepard Traube firmò la sceneggiatura che si basava su un suo soggetto dal titolo Goose Step.
Fu una delle primissime pellicole cinematografiche di produzione statunitense a dipingere in una luce negativa i nazisti, oltre ad essere il film d'esordio della Producers Distributing Corporation (che divenne in seguito Producers Releasing Corporation). Venne proiettato a New York con il titolo di Hitler, Beast of Berlin, un titolo che, all'epoca, fu giudicato troppo esplicito e compromettente: rimaneggiato e dopo aver subito numerosi tagli, il film finì per uscire nelle sale ribattezzato Beasts on Berlin.

## Trama
Hans ed Elsa, una coppia di coniugi, fanno parte di un gruppo di intellettuali impegnati nella lotta contro il nazismo. I due verranno scoperti dai nazisti dopo un inaspettato tradimento ed imprigionati per essere poi deportati in un campo di concentramento. Riusciranno a fuggire per trovare asilo in Svizzera prima dello scoppio della seconda guerra mondiale.

## Produzione
Il film fu prodotto con i titoli di lavorazione Beasts of Berlin e Goose Step.

## Distribuzione
Distribuito dalla Producers Distributing Corporation (PDC), il film uscì nelle sale statunitensi l'8 ottobre 1939. Nel Regno Unito, fu distribuito il 1º aprile 1940 dalla Grand National Pictures. Nel 2006, il film fu distribuito in DVD dalla Alpha Video Distributors; nel 2016, dalla Sinister Cinema.